# Haley Anderson
Haley Danita Anderson (Santa Clara, 20 novembre 1991) è una nuotatrice statunitense specializzata nel nuoto di fondo.
La Anderson ha vinto l'argento alle Olimpiadi di Londra 2012 nella gara femminile della 10 km di nuoto in acque libere.

## Palmarès
- Giochi olimpici

Londra 2012: argento nella 10 km.
- Mondiali

Barcellona 2013: oro nella 5 km.
Kazan 2015: oro nella 5 km.
Budapest 2017: argento nella 5 km a squadre.
Gwangju 2019: argento nella 10 km e bronzo nella 5 km a squadre.
- Campionati panpacifici di nuoto

Gold Coast 2014: oro nella 10 km.
Tokyo 2018: oro nella 10 km.
- Universiadi

Shenzen 2011: oro nei 1500m sl e argento negli 800m sl.